# 朱静芝
朱静芝（1955年8月—），女，汉族，陕西武功人，中华人民共和国政治人物。原西北农学院农学系毕业，在职研究生学历。2004年11月加入中国农工民主党。现任中国农工民主党中央副主席、陕西省委员会主任委员，全国人大常委会委员。

## 从政经历

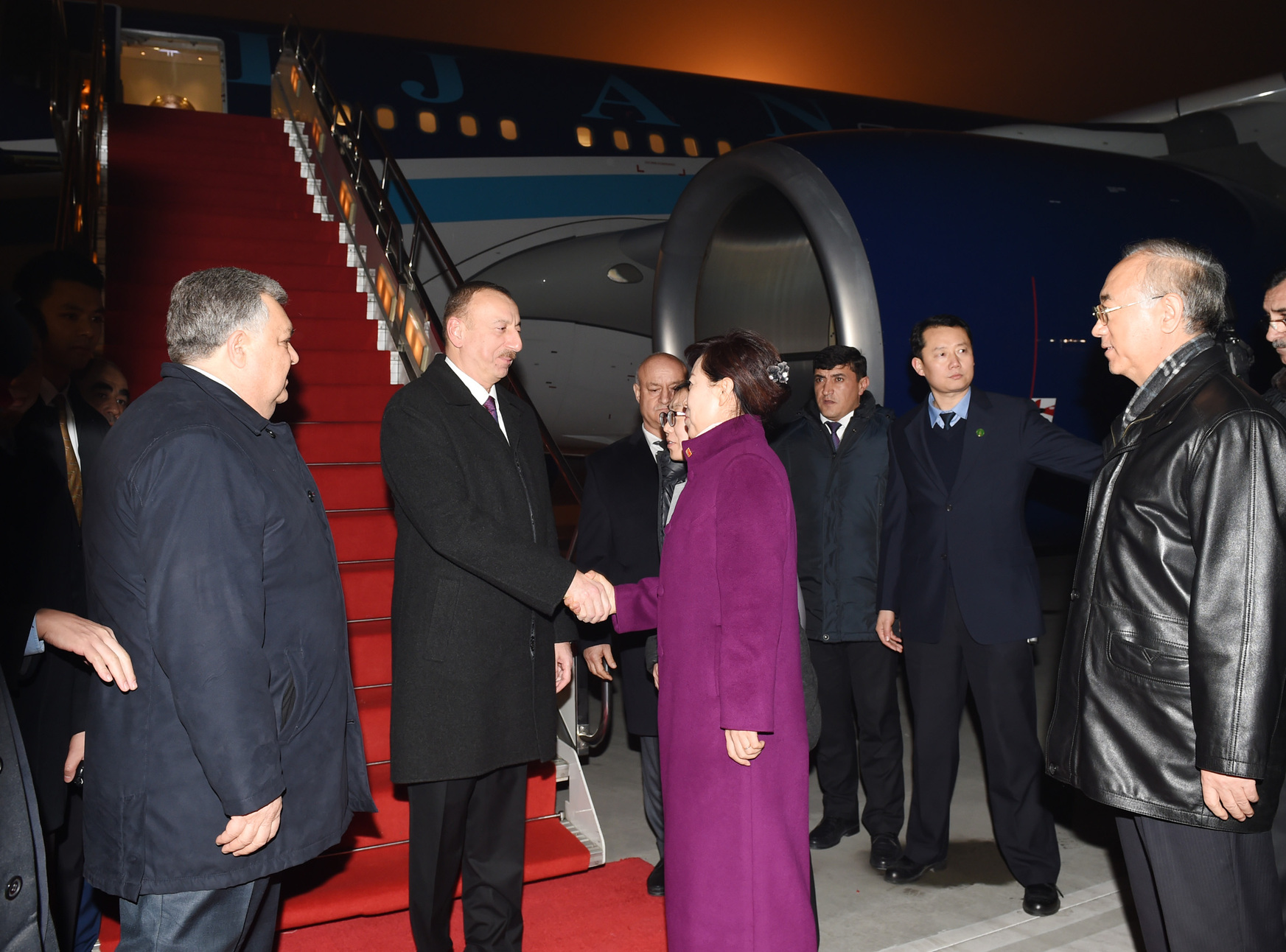
2015年12月，朱静芝在西安陪同访华的阿塞拜疆总统伊利哈姆·阿利耶夫

朱静芝长期在陕西工作，是基层农科技术员出身；早年，曾在汉中地区农技站任职。1983年，28岁的朱静芝担负起汉中地方农业发展的课题研究；通过五年的研究试验，向当地政府提交了有关开发陕西省“第二粮仓”的农业发展报告。
1991年，出任汉中地区农牧局副局长，负责汉中百万亩荒地的开垦工作；1996年，升任汉中市副市长；2003年，擢升为陕西省人民政府副省长；于2004年加入中国农工民主党。2005年2月，朱静芝被增补为第十届全国政协委员，并接替陈宗兴出任农工党陕西省委主委；2012年12月，当选第十五届农工党中央副主席。
2013年1月，已连任两届副省长职务的朱静芝退休；转任陕西省人大常委会副主任职务；在3月召开的第十二届全国人大第一次会议上，当选全国人大常委会委员。
2022年1月，辞去省人大常委会副主任职务。